# Archytas metallicus
Archytas metallicus là một loài ruồi trong họ Tachinidae.